# Ortaca

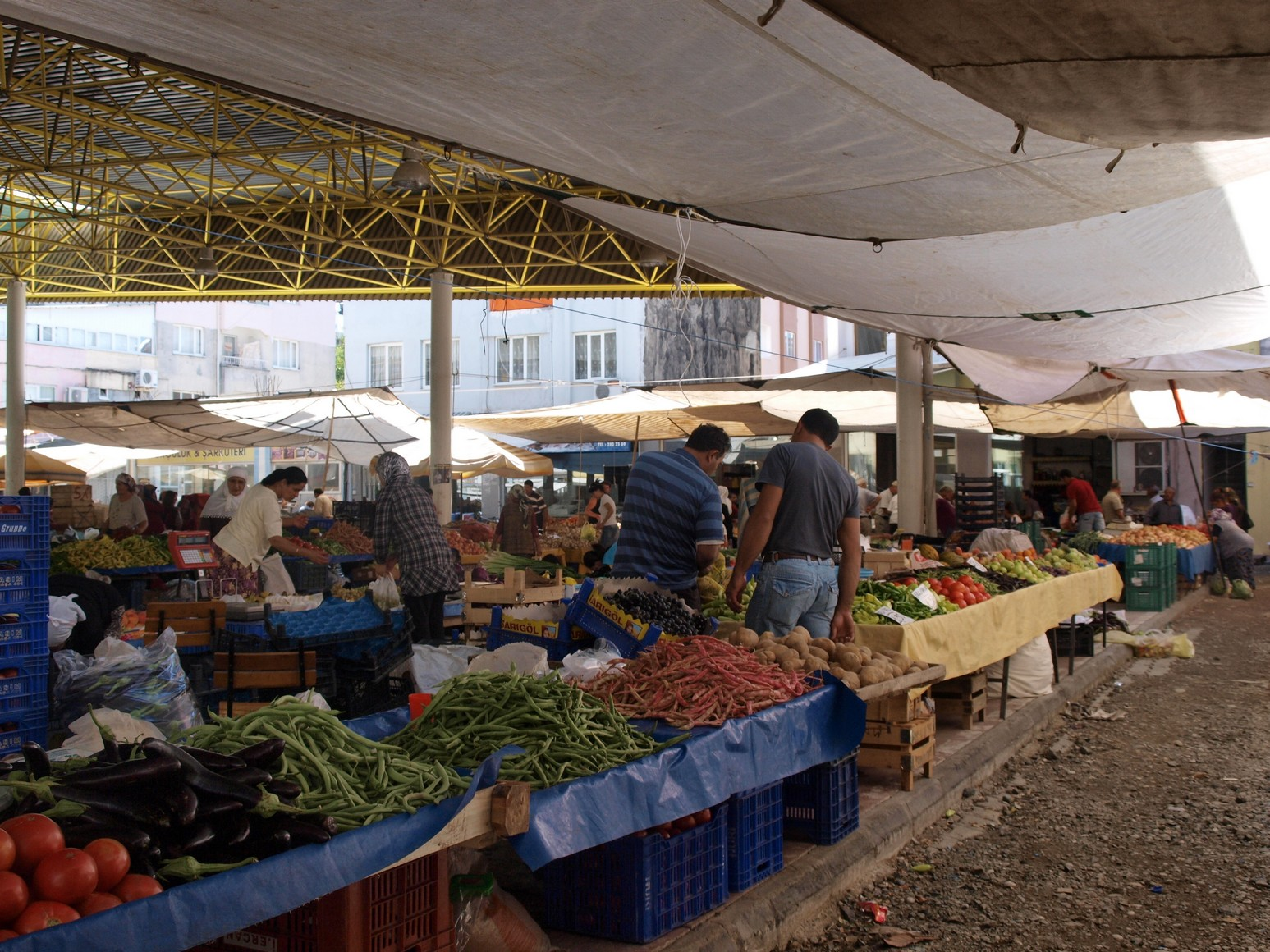
Bazar in Ortaca

Ortaca ist eine Stadtgemeinde (Belediye) im gleichnamigen Ilçe (Landkreis) der Provinz Muğla in der türkischen Ägäisregion und gleichzeitig ein Stadtbezirk der 2012 gebildeten Büyükşehir belediyesi Muğla (Großstadtgemeinde/Metropolprovinz). Seit der Gebietsreform ab 2013 ist die Gemeinde flächen- und einwohnermäßig identisch mit dem Landkreis.

## Geografie

### Geografische Lage
Ortaca liegt zwischen den Kreisen Köyceğiz im Norden und Westen sowie Dalaman im Osten. Im Süden ist ein schmaler Zugang zum Mittelmeer (~ 20 km). Es ist der kleinste Landkreis/Stadtbezirk der Provinz/Büyükşehir, die Bevölkerungsdichte ist die dritthöchste und liegt mehr als doppelt so hoch wie der Provinzdurchschnitt (von 79 Einw. je km²).
Der Ortsname bedeutet wörtlich „Stadt in der Mitte“, möglicherweise ein Hinweis auf seine Lage in der Mitte einer Ebene. Die Stadt lebt von dieser fruchtbaren Ebene mit dem Anbau von  Tomaten, Zitrusfrüchten, Baumwolle und Granatäpfeln. Markttag ist Freitag, an dem zahlreiche Besucher aus dem Umland in die Stadt drängen.

## Verwaltung
Ebenso wie der Nachbarkreis Dalaman vier Jahre zuvor, so wurde der Kreis Ortaca ebenfalls durch Abtrennungen einiger Orte aus dem Kreis Köyceğiz gebildet. Durch das Gesetz Nr. 3392 kamen 1987 zehn Dörfer und die namensgebende Belediye Ortaca aus dem Bucak Ortaca sowie fünf Dörfer und die Belediye Dalyan aus dem Merkez Bucak aus dem Nachbarkreis zum neuen Kreis Ortaca. Zur Volkszählung am 21. Oktober 1990 wurden im Kreis 29.287 Einwohner gezählt, davon 12.109 in der Kreisstadt. Die Belediye Dalyan hatte 3.093 Einwohner.
(Bis) Ende 2012 bestand der Landkreis neben der Kreisstadt aus oben erwähnter Belediye sowie aus 14 Dörfern (Köy), die während der Verwaltungsreform 2013/2014 in Mahalle (Stadtviertel/Ortsteile) überführt wurden. Die zwölf existierenden Mahalle der Kreisstadt blieben erhalten, während die drei Mahalle von Dalyan zu einem verschmolzen. Durch diese Herabstufung stieg die Anzahl der Mahalle auf 27. Ihnen steht ein Muhtar als oberster Beamter vor.
Ende 2020 lebten durchschnittlich 1.916 Menschen in jedem Mahalle, 5.564 Einw. im bevölkerungsreichsten (Dalyan Mah.).

### Tourismus
Touristisch bedeutsame Orte im Kreis Ortaca sind Sarıgerme und Ortaca. Dank seiner Lage und dem warmen, aber windreichen Mittelmeerklima erfreuen sie sich wachsenden touristischen Zustroms. Die Sommergäste kommen vor allem aus Großbritannien, Deutschland und in wachsender Zahl aus den Nachfolgestaaten der Sowjetunion. Dalyan hat den Schwerpunkt bei eher kleinen Hotels und Pensionen. Sarıgerme mit seinem kilometerlangen Sandstrand setzt mit mehreren großen Mehr-Sterne-Hotels auf Reisebüro-Tourismus.

### Verkehr
Ortaca liegt an der Küstenstraße D400 zwischen Muğla und Fethiye. Der Flughafen von Dalaman ist etwa 15 Auto-Minuten entfernt, die Kleinstadt Dalyan 10 Minuten und Sarıgerme 20 Minuten. Vom Autobusbahnhof (otogar) der Stadt erreicht man per Bus Istanbul, Antalya sowie weitere Großstädte der Türkei. Dolmuşverbindungen von hier verbinden Ortaca neben anderen mit Sarıgerme, Dalyan, Fethiye, Muğla und Marmaris.